# Paranchus
Paranchus är ett släkte av skalbaggar som beskrevs av Carl Hildebrand Lindroth 1974. Paranchus ingår i familjen jordlöpare.
Släktet innehåller bara arten Paranchus albipes.

## Bildgalleri

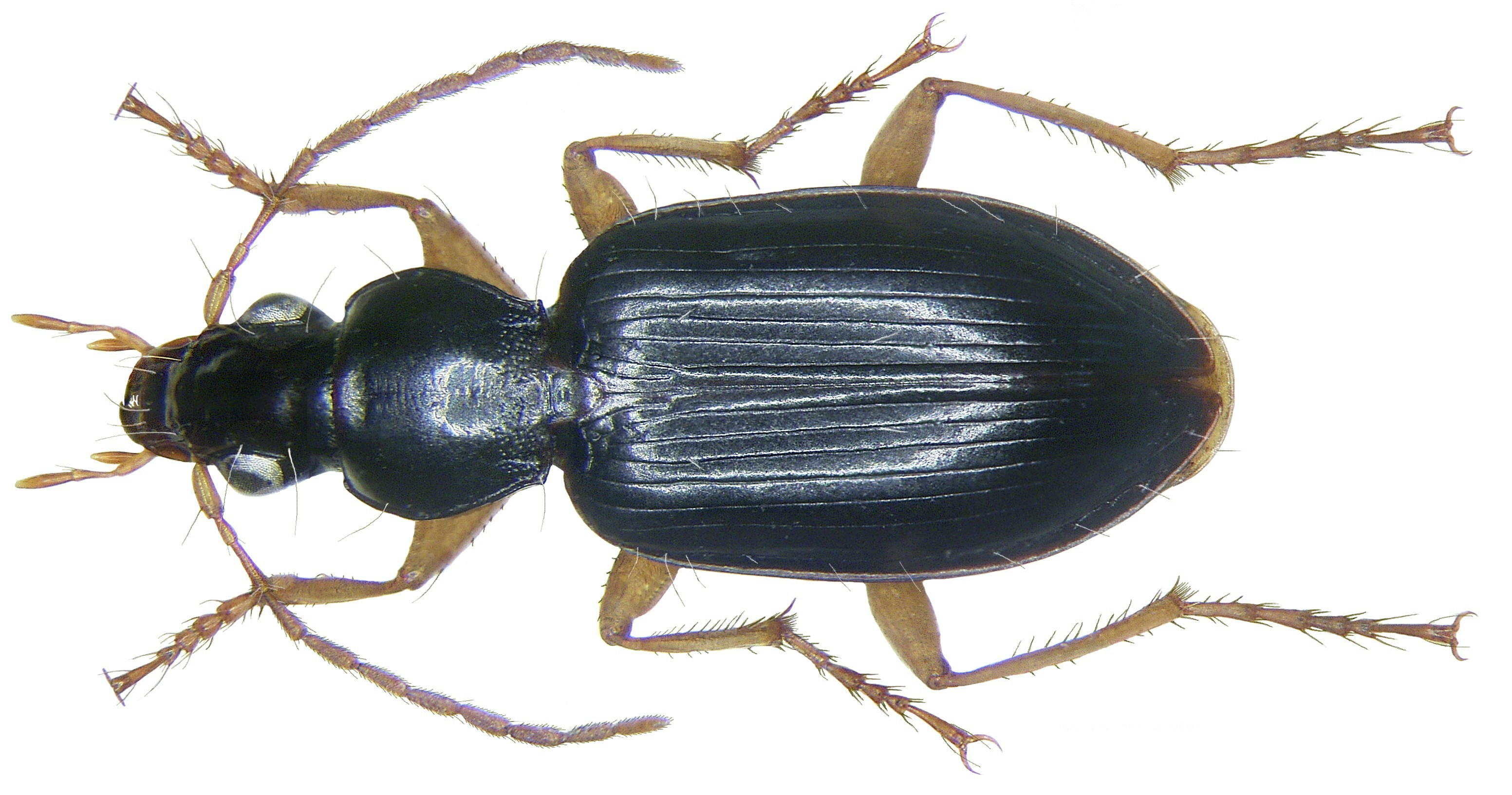